# SAWADA 青森からベトナムへ ピュリッツァー賞カメラマン沢田教一の生と死
『SAWADA 青森からベトナムへ ピュリッツァー賞カメラマン沢田教一の生と死』（サワダ あおもりからベトナムへ ピュリッツァーしょうカメラマンさわだきょういちのせいとし）は、1996年制作の日本のドキュメンタリー映画。

## 概要
1965年にベトナムにわたってベトナム戦争の写真を撮り続け、1966年にピュリッツァー賞を受賞。1970年にプノンペンで狙撃されて死去したカメラマン沢田教一の生涯を追ったドキュメンタリー映画。監督は、沢田と同郷の五十嵐匠。

## 出演
- 声の出演：根津甚八

## スタッフ
- 監督：五十嵐匠
- 撮影：堀田泰寛
- 編集：加納京子
- 制作：小泉修吉
- 音楽：寺嶋民哉
- 録音：中山隆匡

## 評価
キネマ旬報文化映画ベストテン1位、第51回毎日映画コンクール記録文化映画賞、第5回J.S.C.賞など。